# Herr Rossi

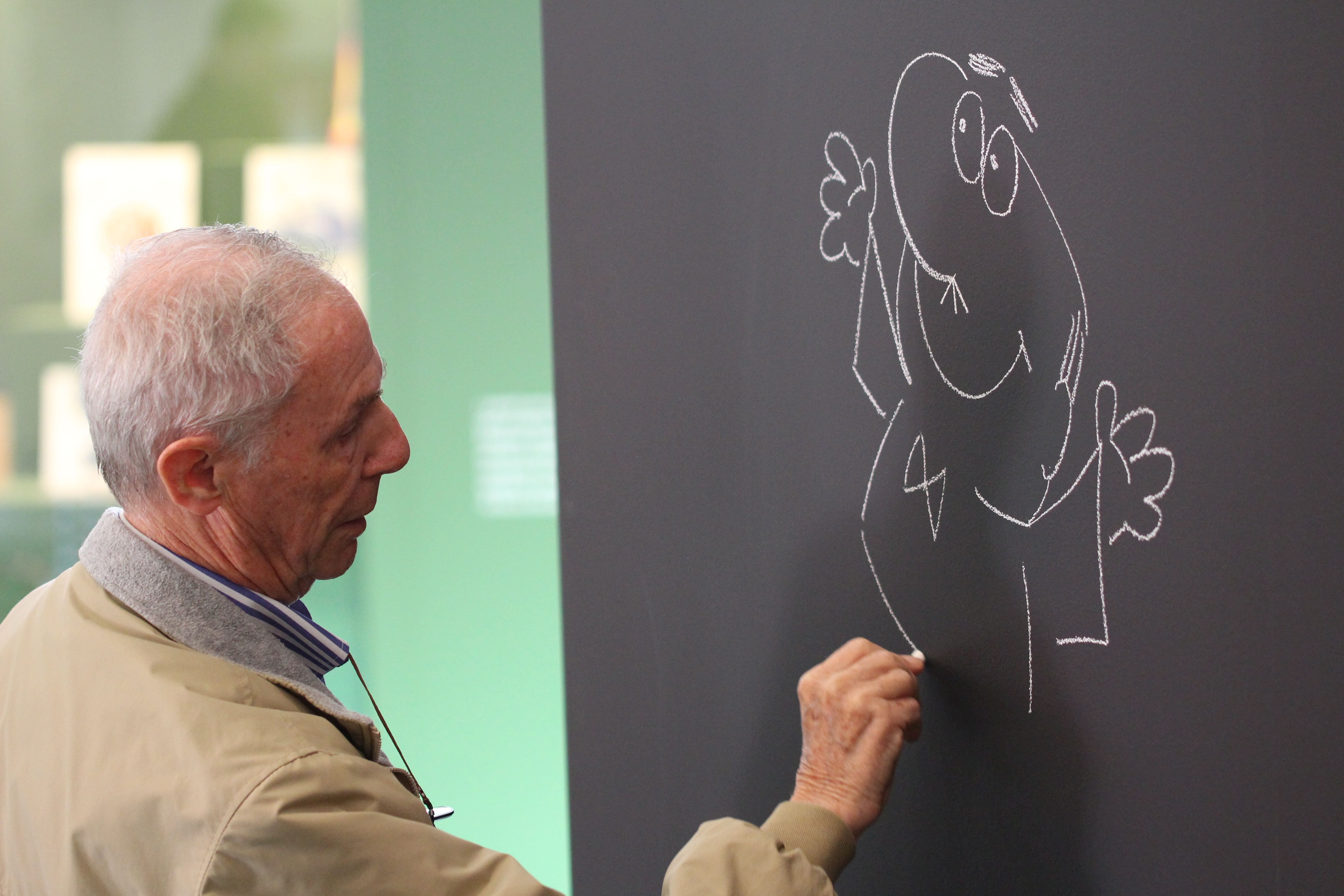
Bruno Bozzetto zeichnet Herrn Rossi an die Tafel (2017)

Herr Rossi (italienisch Signor Rossi) ist eine Trickfilmfigur des italienischen Trickfilmers Bruno Bozzetto. Zwischen 1960 und 1977 entstanden insgesamt 36 Filme von bis zu zwanzig Minuten Länge. Sie gehören heute zu den Klassikern des Zeichentrickfilms. 

## Übersicht
Zwischen 1960 und 1974 entstanden sieben Kurzfilme mit Herrn Rossi mit einer Länge von je ca. zehn Minuten, sechs weitere erschienen 1972 im Rahmen der Comic-Sendung Gulp! auf Rai 2. 1975 folgte eine Reihe von elf zweiminütigen Sportfilmen. 1976 entstand der abendfüllende Film Herr Rossi sucht das Glück, dem im Jahr darauf Herr Rossi träumt und 1978 Die Ferien des Herrn Rossi folgten. Außerdem hatte Herr Rossi einen kurzen Auftritt in Bozzettos Film Allegro non troppo.
In Deutschland war Herr Rossi erstmals 1973 in dem Kurzfilm Herr Rossi geht zum Skifahren im ZDF zu sehen. Es folgten ein weiterer Kurzfilm 1974 und die drei langen Filme ab 1976 im Ersten. Der Figur des Herrn Rossi lieh der Schauspieler Friedrich W. Bauschulte seine Stimme. Den Hund Gaston sprach Edgar Ott, den Chef Arnold Marquis, die Fee Inge Wolffberg. Weitere Kurzfilme wurden 1985 bei RTL gezeigt, die Sport-Clips erstmals 1999 im HR-Fernsehen.
Am Theater Freiburg wurde im Januar 2007 ein Bühnencomic mit dem Titel Herr Rossi sucht das Glück vom bulgarischen Video- und Theaterkünstler Ivan Panteleev uraufgeführt.

## Figuren und Inhalt der Serien
In Herr Rossi sucht das Glück führt Rossi das freudlose Leben eines Arbeiters in einer Fischfabrik. Er leidet unter seinem hochnäsigen und cholerischen Chef, dessen Villa zu allem Unglück auch noch direkt neben Rossis kleinem Häuschen steht. Gaston, der Hund des Chefs, macht ihm zusätzlich durch seine Kläfferei das Leben schwer.
Da erscheint eine Fee und schenkt Rossi eine Trillerpfeife, mit deren Hilfe er durch Raum und Zeit reisen kann, damit er dort sein Glück finden möge. Gaston, der ihn dabei begleitet, und den die Fee auf der Pirateninsel auch noch mit der Fähigkeit zum Sprechen ausstattet, wird ihm zunehmend zum Freund und Gefährten. In jeder Epoche stoßen sie auf Probleme, zudem taucht der verhasste Chef in Gestalt eines römischen Kaisers, mittelalterlichen Königs, Piratenkapitäns, Indianerhäuptlings und schließlich eines galaktischen Ehrenbürgers immer wieder auf. So kehren sie am Ende jeder Folge in ihren Alltag zurück, ohne dass Rossi sein Glück gefunden hätte. Dies gelingt am Ende der Serie aber zumindest ein bisschen, indem der Chef selbst in die Pfeife bläst und aus der Gegenwart verschwindet.
In Herr Rossi träumt arbeitet dieser als kleiner Buchhalter. Der Hund lebt bei ihm und macht ihm den Haushalt. Bei verschiedenen Gelegenheiten beginnt Rossi, vor sich hin zu träumen, wobei in den meisten Fällen literarische Vorlagen umgesetzt werden. Auch der Hund taucht regelmäßig dabei auf, etwa als Flaschengeist oder als Schildknappe. In Die Ferien des Herrn Rossi fahren beide mit einem Campinganhänger quer durch Italien und verbringen jeweils eine Woche ihres Urlaubs am Meer, auf einem Bauernhof, an einem See und im Hochgebirge.

## Filmographie

### Kurzfilme
1. Kurzfilme
  1. Einen Oscar für Herrn Rossi (Un Oscar per il Signor Rossi, 1960)
  2. Herr Rossi geht zum Skifahren (Il Signor Rossi va a sciare, 1963)
  3. Herr Rossi am Strand (Il Signore Rossi al mare, 1964)
  4. Herr Rossi kauft ein Auto (Il Signor Rossi compra l'automobile, 1966)
  5. Herr Rossi beim Camping (Il Signor Rossi al camping, 1970)
  6. Herr Rossi auf Fotosafari (Il Signor Rossi al safari fotografico, 1971)
  7. Herr Rossi in Venedig (Il Signor Rossi a Venezia, 1974)
2. Kurzfilme bei Gulp!
  1. Il Signor Rossi dallo psichiatra (… beim Psychiater)
  2. Il Signor Rossi in Svezia (… in Schweden)
  3. Il Signor Rossi cerca moglie (… sucht eine Frau)
  4. Il Signor Rossi va in crociera (… macht eine Kreuzfahrt)
  5. Il Signor Rossi impiegato di concetto (… als kleiner Angestellter)
  6. Il Signor Rossi al festival pop (… beim Pop-Festival)
3. Herr Rossi treibt Sport
  1. Rudern
  2. Fechten
  3. Skifahren
  4. Turnen
  5. Radfahren
  6. Leichtathletik
  7. Basketball/Volleyball
  8. Tennis
  9. Schwimmen
  10. Laufen
  11. Fußball

### Abendfüllende Filme
Die abendfüllenden Filme wurden später in einzelne Episoden aufgeteilt und als Serien bezeichnet. Die von 2003 bis 2007 veröffentlichten DVD-Sets tragen die Namen des jeweiligen Films, während alle Episoden in der Neuauflage 2008 als Folge 1–4, Folge 5–8 und Folge 9–12 von Herr Rossi sucht das Glück bezeichnet werden.
1. Herr Rossi sucht das Glück (Il Signor Rossi cerca la felicità)
  1. In der Steinzeit/Im alten Rom
  2. Im Mittelalter/Bei den Piraten
  3. In der Märchenwelt/Im alten Ägypten
  4. Im Wilden Westen/In der Zukunft
2. Herr Rossi träumt (I sogni del Signor Rossi)
  1. Tarzan/Astronaut
  2. Sherlock Holmes/Zorro
  3. Filmstar/Sir Lancelot
  4. Baron Frankenstein/Aladin
3. Die Ferien des Herrn Rossi (Le vacanze del Signor Rossi)
  1. Campingplatz am Meer
  2. Urlaub auf dem Bauernhof
  3. Anglerglück am See
  4. Gipfelstürmer haben's schwer

## Medien

### DVD
2003 wurden die drei Serien sowie die Kurzfilme und Sport-Clips komplett auf drei DVDs veröffentlicht. Eine Neuauflage in einer DVD-Box erfolgte 2007 und 2010.

### Filmmusik
Die Filmmusik ist sowohl auf Langspielplatte als auch auf CD und als Remix-Versionen auf Maxi-CD veröffentlicht worden. Besonders bekannt ist das jazzige Titellied Viva La Felicità von Franco Godi (deutsche Fassung: Herr Rossi sucht das Glück), das musikalisch anspruchsvolle Harmonien enthält. Auch die Coverversion der Moulinettes erreichte eine gewisse Popularität. Daneben hat auch De-Phazz im Jahre 2002 ein Cover veröffentlicht. Teile der Musik werden auch für die Dokusoap Elefant, Tiger & Co. verwendet.